# Nasser El Sonbaty
Nasser El Sonbaty (ur. 15 października 1965, zm. 20 marca 2013) – amerykański profesjonalny kulturysta, członek federacji IFBB (International Federation of BodyBuilders).

## Biogram
Jego ojciec jest Egipcjaninem, matka zaś pochodzi z Jugosławii. Sonbaty był absolwentem Uniwersytetu w Augsburgu. Mieszkał w San Diego i Costa Mesa w stanie Kalifornia (USA). Kulturystyką zajął się w roku 1983. Pierwsze zawody, w których wziął udział, to niemieckie Landowe Mistrzostwa Juniorów, na których ulokował się na pozycji szóstej. Największy sukces odniósł w roku 1999, wygrywając rozgrywki federacji IFBB Arnold Classic. Zmarł na niewydolność nerek.

## Osiągnięcia
Zwyciężył w zawodach:
- 1995 – Houston Pro Invitational
- 1995 – Night of Champions
- 1996 – Grand Prix Czech Republic
- 1996 – Grand Prix Russia
- 1996 – Grand Prix Switzerland
- 1999 – Arnold Classic

Zajął miejsce drugie lub trzecie (stanąwszy na podium) na następujących zawodach:
| - 1993 – Grand Prix France – III m-ce - 1993 – Grand Prix Germany – III m-ce - 1994 – Night of Champions – II m-ce - 1995 – Grand Prix France – III m-ce - 1995 – Grand Prix Germany – III m-ce - 1995 – Grand Prix Russia – III m-ce - 1995 – Grand Prix Spain – III m-ce - 1995 – Grand Prix Ukraine – II m-ce - 1995 – Mr. Olympia – III m-ce - 1996 – Grand Prix England – II m-ce - 1996 – Grand Prix Germany – II m-ce - 1996 – Grand Prix Spain – III m-ce - 1997 – Arnold Classic – II m-ce | - 1997 – Grand Prix Czech Republic – III m-ce - 1997 – Grand Prix England – III m-ce - 1997 – Grand Prix Germany – II m-ce - 1997 – Grand Prix Hungary – II m-ce - 1997 – Grand Prix Russia – III m-ce - 1997 – Grand Prix Spain – II m-ce - 1997 – Mr. Olympia – II m-ce - 1997 – San Jose Pro Invitational – II m-ce - 1998 – Arnold Classic – II m-ce - 1998 – Grand Prix Finland – III m-ce - 1998 – Grand Prix Germany – III m-ce - 1998 – Mr. Olympia – III m-ce |